# Olivier Eggimann
Pour les articles homonymes, voir Eggimann.
Olivier Eggimann, dit Olive, est un joueur de football suisse né le 28 janvier 1919 à Renens, dans le Canton de Vaud, décédé le 16 avril 2002.

## Biographie
Le Vaudois aura commencé sa carrière mais brillé sous d'autres maillots, en particulier celui du FC La Chaux-de-Fonds qu'il aidera à gagner deux titres d'affilée durant les années 1954 et 1955, chaque fois de peu devant le Lausanne-Sports.
Le génial créateur brillera également en équipe nationale avec laquelle il participera à deux phases finales de Coupe du monde en 1950 au Brésil et en 1954 en Suisse, chez lui, à Lausanne, pour le fameux 7-5 face à l'Autriche.

## Équipe nationale
44 sélections.